# María Bernabéuová
María Bernabé-Avomo (* 15. února 1988 Salamanca, Španělsko) je španělská zápasnice – judistka.

## Sportovní kariéra
Narodila se do multikulturní rodiny – otec Španěl, matka původem z Afriky (Rovníková Guinea). S judem začínala v Alicante v 6 letech. Je členkou klubu Frutos, který vede olympijská vítězka v judu Miriam Blascová. Její osobním trenérem je Carlos Montero.
V začátcích své seniorské kariéry se neuměla prosadit proti zkušené Cecilii Blancové. Větší pozornost na sebe upoutala až v roce 2013 v 25 letech. V roce 2015 vrátila po letech stagnace španělské ženské judo na mapu světa.

### Vítězství
- 2011 – 1× světový pohár (Řím)
- 2013 – 2× světový pohár (Praha, Madrid)
- 2015 – 1× světový pohár (Budapešť)

## Výsledky
| Mistrovství světa  | —   |    | — |     | —   |    | —   | —  | úč. |    | úč. | úč. | 2.  |  |  |  |  |  |  |  |  |  |  |  |  |  |  |  |
| Evropské hry       |     |    |   |     |     |    |     |    |     |    |     |     | úč. |  |  |  |  |  |  |  |  |  |  |  |  |  |  |  |
| Mistrovství Evropy | —   | —  | — | —   | —   | —  | —   | —  | —   | 7. | úč. | 5.  |     |  |  |  |  |  |  |  |  |  |  |  |  |  |  |  |
| ME do 23 let       | —   | —  | — | —   | 5.  | 7. | úč. | 3. |     |    |     |     |     |  |  |  |  |  |  |  |  |  |  |  |  |  |  |  |
| MS juniorů         |     | —  |   | úč. |     |    |     |    |     |    |     |     |     |  |  |  |  |  |  |  |  |  |  |  |  |  |  |  |
| ME juniorů         | —   | —  | — | 3.  | úč. |    |     |    |     |    |     |     |     |  |  |  |  |  |  |  |  |  |  |  |  |  |  |  |
| ME dorostenců      | úč. | 7. |   |     |     |    |     |    |     |    |     |     |     |  |  |  |  |  |  |  |  |  |  |  |  |  |  |  |